# Живково (Підляське воєводство)
Живково (пол. Żywkowo) — село в Польщі, у гміні Заблудів Білостоцького повіту Підляського воєводства.
Населення — 38 осіб (2011).
У 1975-1998 роках село належало до Білостоцького воєводства.

## Демографія
Демографічна структура станом на 31 березня 2011 року:
|          | Загалом | Допрацездатний вік | Працездатний вік | Постпрацездатний вік |
| -------- | ------- | ------------------ | ---------------- | -------------------- |
| Чоловіки | 23      | 7                  | 15               | 1                    |
| Жінки    | 15      | 1                  | 8                | 6                    |
| Разом    | 38      | 8                  | 23               | 7                    |